# Arquitectura colonial de Brasil

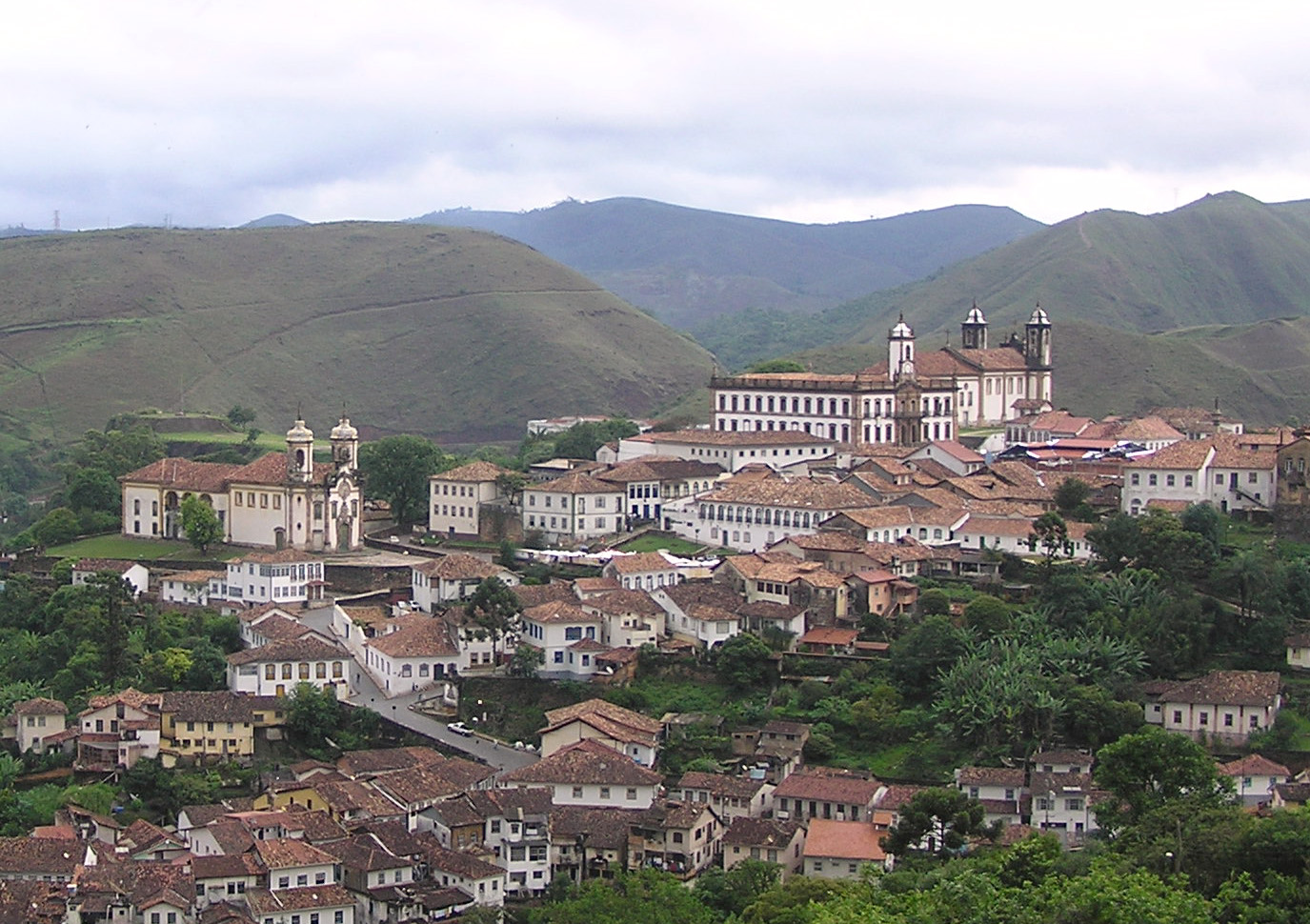
Fisionomía colonial de Ouro Preto.

En Brasil, la arquitectura colonial se define como la arquitectura realizada en el actual territorio brasileño desde 1500, año del descubrimiento por los portugueses, hasta la independencia, en 1822.
Durante el periodo colonial, los colonizadores importaron las corrientes estilísticas de Europa a la colonia, adaptándolas a las condiciones materiales y socioeconómicas locales. Se encuentran en Brasil edificios coloniales con trazos arquitectónicos renacentistas, manieristas, barrocos, rococós y neoclásicos, sin embargo la transición entre los estilos se realizó de manera progresiva a lo largo de los siglos y la clasificación de los periodos y estilos artísticos de Brasil colonial es motivo de debate entre los especialistas.
La importancia del legado arquitectónico y artístico colonial en Brasil viene atestiguada por los conjuntos y monumentos de este origen que fueron declarados Patrimonio de la Humanidad por la UNESCO. Estos son los centros históricos de Salvador, Ouro Preto, Olinda, Diamantina, San Luís del Maranhão, Goiás Viejo, el Santuario del Buen Jesús de Congonhas y las ruinas del Sitio arqueológico de San Miguel Arcángel.

## Asentamientos coloniales y urbanismo

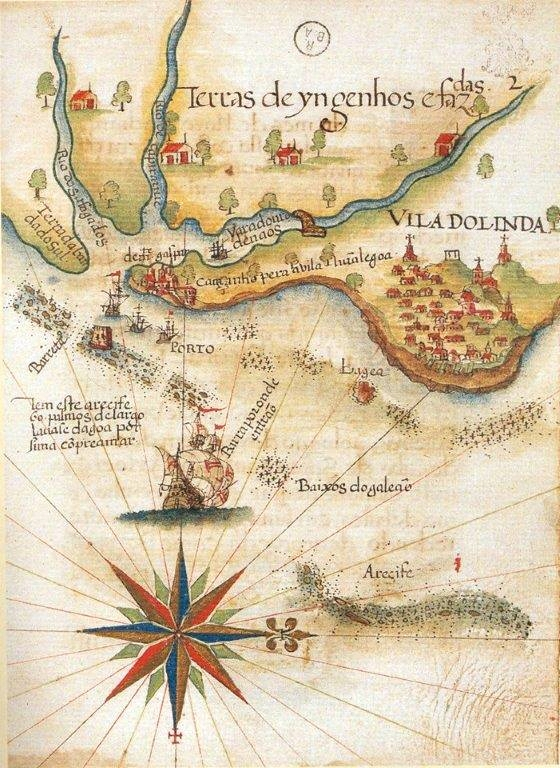
Mapa de Olinda y Recife (c. 1582-1585) por Luís Teixeira. Olinda era entonces el lugar más rico del Brasil colonial, puesto que mantendría hasta la Invasión Holandesa, cuando fue devastada.

La actividad arquitectónica en el Brasil colonial se inicia a partir de la década de 1530, cuando la colonización gana impulso con la creación de las Capitanías Hereditarias (1534) y la fundación de las primeras villas, como Igaraçu y Olinda, fundadas por Duarte Coelho cerca de 1535, y San Vicente fundada por Martim Afonso de Sousa en 1532. Más tarde, en 1549, fue fundada la ciudad de Salvador por Tomé de Sousa como sede del Gobierno General. El arquitecto traído por Tomé de Sousa, Luís Días, diseñó entonces la capital de la colonia, incluyendo el palacio del gobernador, iglesias y las primeras calles, plazas y casas, además de la indispensable fortificación alrededor del asentamiento.
La parte más noble de la ciudad de Salvador, que incluía el palacio del gobernador, residencias y la mayoría de las iglesias y conventos, fue construida sobre un terreno elevado, a 70 metros sobre el nivel de la playa, mientras junto a la bahía fueron construidas las infraestructuras dedicadas a las actividades comerciales. Otras ciudades fundadas el siglo XVI, como Olinda (1535) y Río de Janeiro (1565), se caracterizan por haber sido fundadas cerca del mar pero sobre elevaciones del terreno, dividiéndose el asentamiento en una ciudad alta y una ciudad baja.
De manera general la ciudad alta abrigaba la parte habitacional y administrativa y la parte baja las áreas comercial y portuaria, recordando la organización de las principales ciudades portuguesas, como Lisboa, Oporto y Coímbra, de origen en la antigüedad y época medieval. Esa disposición obedeció a consideraciones de defensa, una vez que los primeros tiempos los asentamientos coloniales corrían constante riesgo de ataques de indígenas y europeos de otras naciones. De hecho, casi todas las primeros poblados fundados por los portugueses contaban con muros, empalizadas, baluartes y puertas que controlaban el acceso al interior.
El urbanismo colonial en Brasil se caracterizó frecuentemente por la adaptación del trazado de las calles, plazas y murallas al relieve del terreno y posición de edificios importantes, como conventos e iglesias. A pesar de no seguir el rígido patrón de tablero de ajedrez de las fundaciones españolas en el Nuevo Mundo, actualmente se considera que muchas ciudades coloniales, comenzando por Salvador, tuvieron sus calles trazadas con relativa regularidad. Durante el periodo de la Unión Ibérica (1580-1640), las ciudades fundadas en Brasil tuvieron mayor regularidad, como es el caso de Felipeia de Paraíba (actual João Persona), fundada en 1585, y San Luís del Maranhão, trazada en 1615 por Francisco Frías de Mezquita, siendo que la tendencia a la regularidad de los trazados de centros urbanos aumentó a lo largo del siglo XVII.
Se destacan también las grandes obras urbanísticas realizadas en Recife durante el gobierno del conde João Maurício de Nassau (1637-1643), que con el aterramiento y construcción de puentes, canales y fuertes transformó el antiguo puerto de Olinda en ciudad.

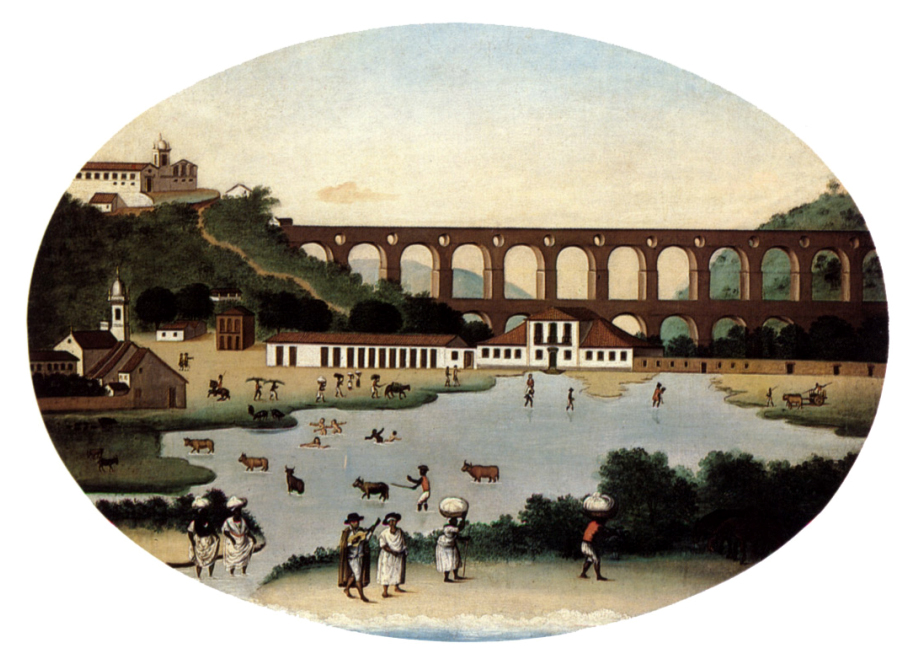
Pantalla de Leandro Joaquim (c. 1790) que muestra el Acueducto de la Carioca de Río de Janeiro. Se ve también el Convento de Santa Teresa, implantado cenográficamente sobre el morro. La laguna en primer plano fue enterrada para la construcción del Paseo Público.

Un aspecto determinante en el urbanismo colonial era la implantación de iglesias y conventos. Frecuentemente la construcción de edificios religiosos iba acompañada por la creación de un atrio o una plaza junto al edificio, así como una malla de calles de acceso, organizando el espacio urbano. En Salvador, por ejemplo, la construcción del Colegio de los Jesuitas el siglo XVI, fuera de los muros de la ciudad, dio origen a una plaza -el Terreiro de Jesus- e hizo del área un polo de expansión de la ciudad. 
Otro ejemplo notable de espacio urbano colonial es el Patio de São Pedro, surgido a partir de la construcción de la Concatedral de San Pedro de los Clérigos del Recife (tras 1728). En Río de Janeiro, la principal calle colonial, la Calle Derecha (actual Calle Primero de Marzo), surgió como conexión entre el Morro del Castillo, donde había sido fundada la ciudad, y el Monasterio de San Benito, localizado sobre el morro de mismo nombre. Otro aspecto importante era la implantación de monumentos religiosos en lugares altos, a veces precedidos por escaleras, lo que creaba paisajes cenográficos de fuerte carácter barroco. En Río, por ejemplo, muchos monasterios e iglesias fueron construidos sobre morros, con sus fachadas vueltas hacia el mar, ofreciendo un magnífico escenario a los viajeros que se adentraban en la Bahía de la Guanabara.
La relación privilegiada entre topografía e iglesias también es marcada en las ciudades mineras, especialmente Ouro Preto y en el Santuario de Congonhas. En esta última la iglesia de peregrinación se encuentra en lo alto de un morro, precedido por un conjunto de capillas como la vía sacra y una escalera decorada con estatuas de profetas.
El siglo XVIII, reformas realizadas por el gobierno de Marqués de Pombal, ligadas en parte a la necesidad de ocupar los límites con la América española, llevaron a una mayor presencia de ingenieros militares en la colonia y a la fundación de varias villas planeadas, en las cuales estaban previstos los lugares para los edificios administrativos, iglesias y símbolos del poder público. Así, a lo largo del siglo XVIII, muchas villas fueron creadas con urbanismo planificado en los actuales estados del Río Grande del Sur, Mato Grosso, Goiás, Roraima, Amazonas y otros. Además de eso, en algunos lugares se adoptaron patrones comunes de fachadas para edificios con el objetivo de crear un conjunto urbano armónico, como se observa en la ciudad baja de Salvador a mediados del siglo XVIII.
En Minas Generales, donde el Ciclo del Oro favoreció el rápido crecimiento de villas en terrenos accidentados sin ninguna planificación, también hubo algunas importantes intervenciones urbanísticas. El trazado de la ciudad de Mariana, localizada en un terreno relativamente plano, fue reformado para que tuviera más regularidad en 1745 por José Fernandes Pinto Alpoim. En la misma época, varias casas fueron demolidas en el centro de Ouro Preto para la creación de una monumental plaza, la actual Plaza Tiradentes, donde fueron implantados la Casa de la Cámara y el Palacio de los Gobernadores. Mejoras urbanísticas fueron más frecuentes a medida que avanzó la colonización. En Salvador, grandes vertederos  en el siglo XVIII permitieron el desarrollo de la ciudad baja, antes restringida a un estrecho espacio de tierra. En Río de Janeiro, lagunas y pantanos fueron secados para permitir la expansión y mejorar la salubridad de la ciudad.

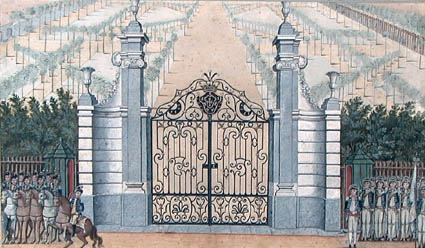
Entrada del Paseo Público de Río de Janeiro en una pintura anónima del final del.

También en Río fue construida tal vez la mayor obra de infraestructura realizada en el Brasil colonial: el Acueducto de la Carioca, inaugurado definitivamente en 1750. El acueducto traía agua del río de mismo nombre al centro de la ciudad, alimentando varias fuentes, algunas de los cuales aun existen. Uno de ellos se localizaba en el Ancho del Paço (actual Plaza XV), urbanizado al inicio de los años 1740 por José Fernandes Pinto Alpoim a la imagen de la Plaza de la Ribeira de Lisboa. El muelle de la plaza ganaría más tarde una monumental fuente proyectada por Valentim da Fonseca e Silva y terminado en 1789.
Río de Janeiro, capital de la colonia desde 1767, fue el principal foco de intervenciones urbanísticas entre los siglos XVIII y XIX. El más importante fue la creación del Paseo Público entre 1789 y 1793. El dibujo del parque, realizado según un proyecto del Maestro Valentim, incluyó alamedas geométricas arboladas, fuentes y estatuas. Para construir el parque fue necesaria una gran intervención urbanística, con la destrucción de un morro y el aterramiento de una laguna. Más tarde, con la llegada de la Familia Real Portuguesa en 1808,  Río ganó aún el Jardín Botánico, el primero en Brasil colonia.

## Arquitectos

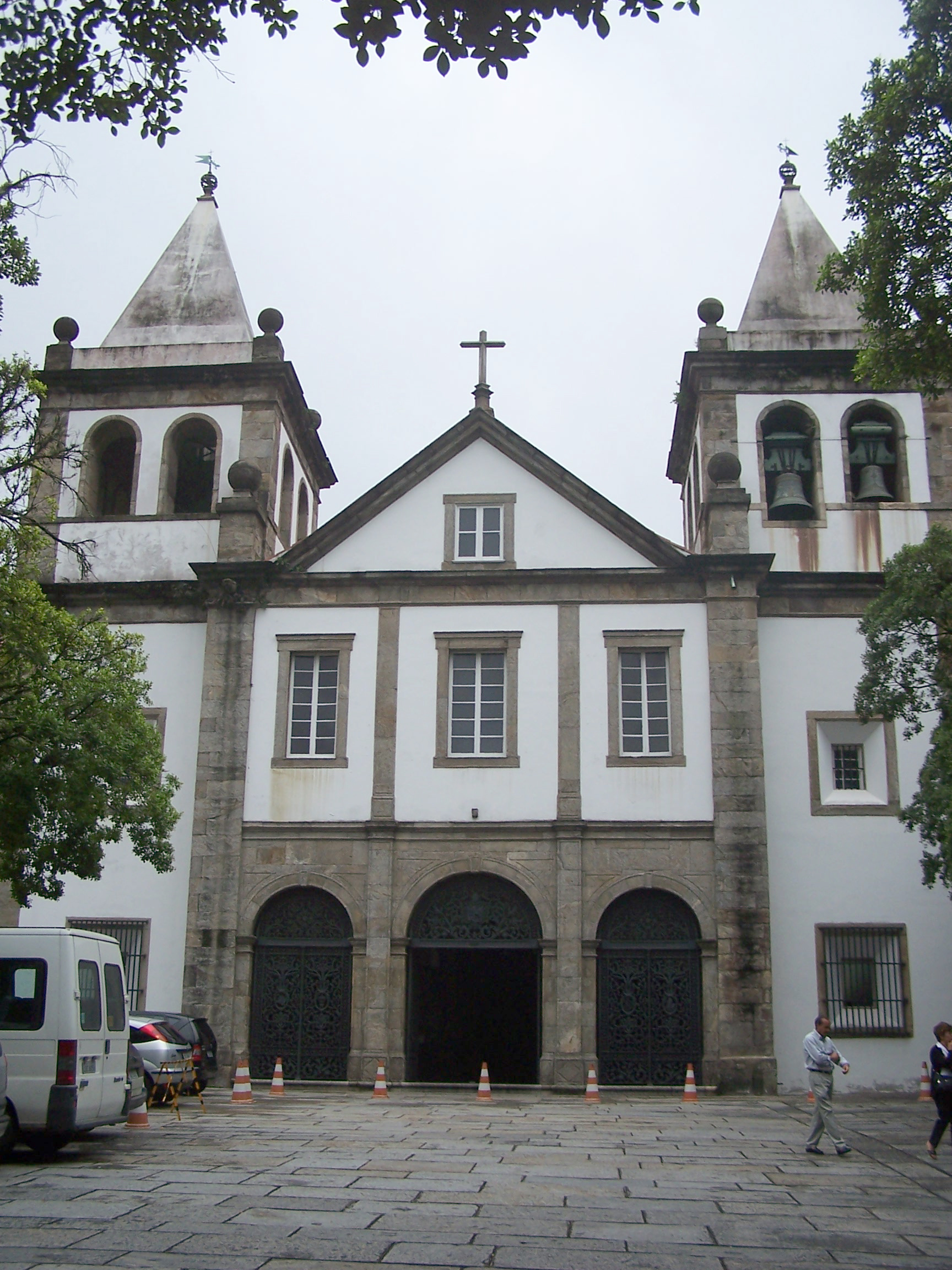
Fachada del monasterio de San Benito de mediados del.

Los responsables por los proyectos arquitectónicos ("riesgos") de la colonia quedaron, en gran medida, en el anonimato, incluso en el caso de algunos grandes conventos e iglesias. Entre los autores conocidos hay religiosos y muchos ingenieros-militares, estos últimos con sólidos conocimientos teóricos de arquitectura. Otros tenían un conocimiento más práctico, como los maestros de obras, maestros albañiles y carpinteros.
Las órdenes religiosas como la de los jesuitas, benedictinos, franciscanos y carmelitas, de las primeras en fijarse en Brasil, poseían en sus cuadros arquitectos y constructores notables, y con ellos se inició una gran tradición de construcciones religiosas cada vez más ricas e imponentes. Por ejemplo, el arquitecto jesuita Francisco Días, que había trabajado en la construcción de la iglesia jesuita lisboeta, llegó a Brasil en 1577. Trabajó en la Iglesia de la Gracia de Olinda (el único de sus proyectos aun existente), y construyó los colegios jesuitas de Río de Janeiro, Santos y otros. Otro importante arquitecto religioso fue fray Macario de San João, un benedictino a quién le son atribuidos los proyectos seiscentistas de las iglesias del Monasterio de San Benito y de la Misericordia de Salvador, entre otros.
Los ingenieros militares eran, en su mayoría, portugueses, siendo algunos de otras nacionalidades, especialmente italianos a servicio de Portugal. Estos ingenieros no construyeron solo fuertes, también fueron responsables de delinear asentamientos y proyectar edificios administrativos y hasta construcciones religiosas. Un ejemplo destacado el siglo XVII fue Francisco Frías de Mezquita, que estuvo en Brasil entre 1603 y 1635 y construyó varias fortalezas, delineó la ciudad de San Luís del Maranhão (después de 1615) y proyectó la iglesia del Mosteiro de San Bento de Río de Janeiro (1617).
A lo largo del siglo XVIII, los ingenieros militares portugueses proyectaron algunas de las obras más importantes de la arquitectura colonial. José Fernandes Pinto Alpoim, por ejemplo, proyectó en Río de Janeiro el Paço Imperial, el Convento de Santa Teresa, urbanizó el Ancho del Paço y terminó la obra del Acueducto de la Carioca. En Minas Gerais, proyectó el Palacio de los Gobernadores de Ouro Preto y delineó la ciudad de Mariana. En Río, la Iglesia de la Candelaria fue proyectada por Francisco João Roscio, otro ingeniero militar portugués. 
En Ouro Pretoo, Pedro Gomes Chaves proyectó la Iglesia Matriz de Nuestra Señora del Pilar, mientras que en Bahía, Manuel Cardoso de Saldanha proyectó la notable Iglesia de Nuestra Señora de la Conceição de la Playa, con planta y fachada innovadoras. Obviamente, los ingenieros militares portugueses también construyeron fortalezas. En el sur, por ejemplo, José de Silva Padres construyó un elaborado sistema de fuertes para defender la Isla de Santa Catarina.

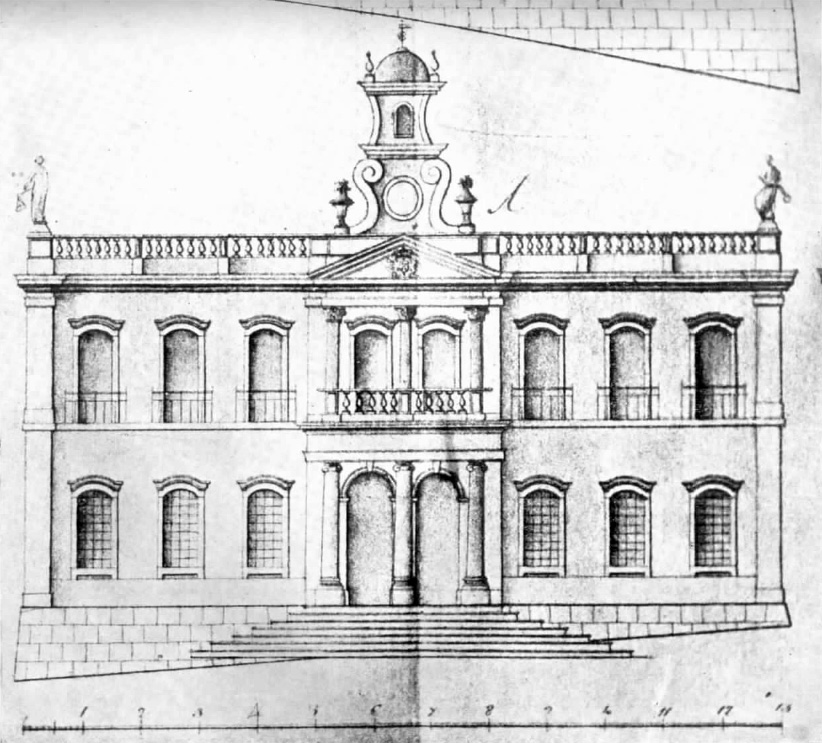
Proyecto para la fachada de la Casa de la Cámara y Cadena de Ouro Preto (actual Museo de la Inconfidência), datado de 1784 (Archivo Nacional de Lisboa).

La necesidad creciente de profesionales capacitados en las colonias llevó el gobierno colonial a crear las llamadas Aulas de Fortificación y Arquitectura Militar, que representan las primeras escuelas dedicadas a la enseñanza de arquitectura en Brasil. La primera fue creada en Salvador en 1699, junto con la de Recife en la misma época. En 1735, se creó un Aula en Río de Janeiro, en la cual el ya citado Pinto Alpoim fue el primer profesor. 
A partir de esas clases comenzaron a surgir los primeros ingenieros milites formados en Brasil. Un ejemplo destacado fue José António Caldas (1725-1767), nacido en Bahía y alumno de Manuel Cardoso de Saldanha en la Clase de Salvador. Trabajó en varios proyectos de ingeniería y arquitectura en el nordeste, inclusive en las reformas de la Catedral de Salvador (ya demolida). Fue también enviado a la costa occidental de África para ejecutar tareas de ingeniería. A partir de 1761, fue profesor en la Clase de Salvador, en el cual se había formado.
Otros grupos importantes fueron los de maestros albañiles y maestros de obras, que en principio eran los responsables de la ejecución de los trabajos pero frecuentemente también crearon proyectos arquitectónicos. Estos profesionales no tenían formación teórica en arquitectura pero tenían mucho conocimiento práctico, adquirido en los canteros de obras. Entre estos profesionales que elaboraron riesgos arquitectónicos notables está Manuel Ferreira Jácome, maestro albañil, autor de la Iglesia de São Pedro de los Clérigos en Recife. En Minas Generales la presencia de estos maestros fue muy marcada e incluye nombres como José Pereira de Santos, José Pereira Arouca y Francisco de Lima Cerqueira, este último responsable de la Iglesia de San Francisco de Assis de San Juan del-Rey.
También hubo creadores de proyectos que no fueron constructores. Un ejemplo importante fue Antônio Pereira de Sousa Calheiros, que era doctor en leyes pero que proyectó las Iglesias del Rosário de Ouro Preto y Mariana. Luís de la Cuña Meneses, gobernador colonial, proyectó la monumental Casa de la Cámara y Cadena de Ouro Preto. También es importante citar Antônio Francisco Lisboa, el Aleijadinho, que fue primeramente escultor pero también autor de importantes proyectos arquitectónicos.

## Materiales

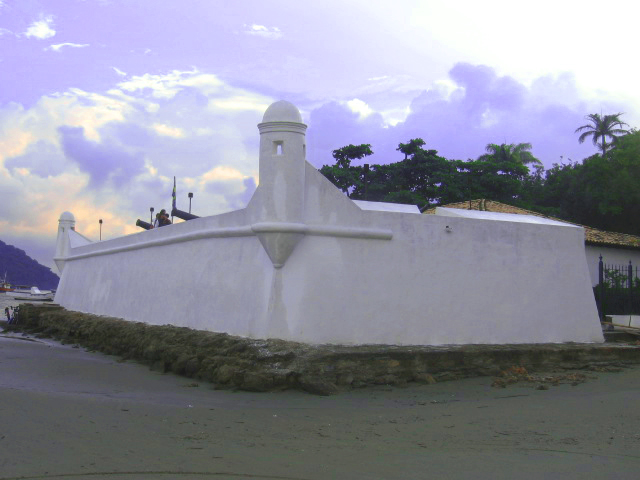
El Fuerte de San Juan de la Bertioga, construido en albañilería de piedra a finales del a partir de una empalizada construida el.

Inicialmente, la arquitectura colonial utilizó las técnicas de la tapia y palo a pique, de rápida construcción y que utilizaba materiales abundantes en la colonia: barro y madera. Luego se adoptaron también la albañilería de piedra o ladrillos de adobe para levantar paredes, que permitían la construcción de estructuras mayores y la inclusión de entablamento para pisos y techos.
La cantería era utilizada en los edificios más nobles, en general como refuerzo en los cunhais (esquinas) de edificios grandes y en las cargas de los portales y ventanas. Poquísimos edificios fueron construidos exclusivamente en cantería, un ejemplo preservado es la Casa-Fuerte de Garcia d'Ávila en Bahía, erguida en su mayor parte en el inicio de los años 1600. Incluso en los siglos siguientes pocas iglesias fueron construidas con fachadas íntegramente de piedra.
En los primeros tiempos, las coberturas de las casas eran hechas simplemente con paja, como las cuevas indígenas, lo que aún subsiste en áreas rurales. La teja de barro fue inicialmente utilizada en los edificios más ricos antes de popularizarse.

## Arquitectura religiosa: manierismo y estilo chã (siglos XVI-XVII)
Los primeros templos religiosos construidos en Brasil seguían el estilo tardorenacentista o manierista portugués, conocido como estilo suelo. Esta estética se caracteriza por las fachadas compuestas por figuras geométricas básicas, frontones triangulares, ventanas próximas al cuadrado y paredes marcadas por el contraste entre la piedra y las superficies blancas, de carácter bidimensional. La decoración es escasa y circunscrita en general a los portales, aunque los interiores son ricos en altares, pinturas y azulejos.
Así, las primeras iglesias brasileñas tiene nave y presbiterio de planta rectangular, con una o tres naves, ventanas simples y una fachada rectangular o cuadrada encimada por un frontón triangular, pudiendo haber una o dos torres laterales. Al largo del siglo XVII aparecen frontones adornados con volutas de carácter manierista. En esa primera fase, las principales plantillas de las iglesias coloniales fueron las iglesias de San Roque y San Vicente de Fuera de Lisboa.
Hoy día restan pocos ejemplos de la arquitectura del siglo XVI en Brasil, una vez que buena parte de las edificaciones más antiguas fue o destruida o muy alterada. Ejemplos raros de arquitectura religiosa del siglo XVI son la Iglesia Matriz de San Cosme y San Damião de Igarassu (comenzada en 1535 y después reformada) y la Iglesia de la Gracia en Olinda, construida en el último cuarto del siglo XVI, con una fachada manierista inspirada en la Iglesia de San Roque de Lisboa. El arquitecto de esta última, hermano Francisco Días, había trabajado en la construcción de la iglesia lisboeta y proyectó otras iglesias jesuitas en Brasil con arquitectura similar.
Desde el siglo XVI, los jesuitas construyeron iglesias y colegios en regiones aisladas para promover la conversión de los indígenas al Cristianismo. Algunos ejemplos importantes de iglesias jesuitas de los primeros tiempos de la colonización son las de San Pedro d'Aldea (RJ), Nueva Almeida (ES), Embu (SP) y la Capela de San Miguel en San Miguel Paulista (SP), todas datando del siglo XVII o inicio del XVIII.
En la metrópoli de São Paulo, que surgió alrededor de un pueblo jesuita, la fachada seiscentista de la antigua iglesia y colegio jesuita (conocido como Patio del Colegio) fue reconstruida fielmente con base en iconografía antigua. La fachada muestra los trazos seiscentistas del estilo suelo inicial, inclusive con un frontón triangular. 
En contraste, en Río de Janeiro, la importante iglesia jesuítica del Morro del Castillo, fundada en 1567, fue demolida en 1922 en la reurbanización del área donde se localizaba. Semejantes a las de São Paulo y Río fueron la iglesia y colegio jesuitas de Santos, demolidos el siglo XIX pero bien conocidos por plantas y dibujos.
Varias iglesias del siglo XVII, de carácter manierista, aun sobreviven en Brasil. Un ejemplo es la iglesia del Mosteiro de San Bento de Río de Janeiro, construido entre 1633 y 1677 con base a un proyecto de 1617. La fachada está compuesta por formas geométricas, con un frontón triangular, flanqueada por dos torres y con un atrio o galilea con tres portales, semejante a la Iglesia de San Vicente de Fuera de Lisboa. 
Un ejemplo más tardío es la antigua iglesia jesuita, actualmente Catedral de Salvador, datada de 1652-1672, con una fachada manierista encimada por volutas y con dos torres, características semejantes a la iglesia jesuita de Coímbra (actual Sé Nueva de Coímbra). El interior, de nave única con capillas laterales y transepto y presbiterio poco profundos, está basado en San Roque de Lisboa. La iglesia jesuita de Salvador inspiraría otras en la región, como la iglesia del Convento de San Francisco de Salvador.
Alrededor de la mitad del siglo XVII surgieron iglesias que, a pesar de no tener plantas curvas barrocas, presentan fachadas principales cenográficas, que huyen de las rígidas formas anteriores. Un importante ejemplo es la Iglesia del Convento Franciscano de Cairu, en Bahía, construida a partir de 1654. La entrada de la iglesia está precedida por una galilea formada por cinco arcos, con dos pisos superiores escalonados flanqueados por volutas. El frontón de la iglesia, en el tercer piso, contiene un nicho con la imagen de San Antonio, y la torre única de la iglesia se encuentra retrasada en relación con la fachada. Ese esquema de fachada, cuyo prototipo manierista puede ser el de la iglesia franciscana de Ipojuca, hizo escuela en el Nordeste, dando origen, entre otras, a las iglesias de los conventos franciscanos de Paraguaçu (Bahía), Olinda, Igarassu (Pernambuco) y João Persona (Paraíba), este último construido ya el siglo XVIII con una fachada ricamente decorada. 
Los conventos franciscanos el nordeste estaban organizados alrededor de un noble claustro de dos pisos (datando ya del siglo XVIII), de orden toscana, frecuentemente decorados con azulejos portugueses. Frente a los conventos, un amplio atrio con un crucero aumentaba la imponencia e importancia urbanística del conjunto. Las varias características en común llevaron a algunos autores a considerar a los conventos franciscanos nordestinos a formar una "escuela" arquitectónica, la llamada "escuela franciscana del nordeste".
Juan En Salvador, en la segunda mitad del siglo XVII, se levantaron algunas iglesias conventuales majestuosas, de traza atribuida a fray Macario de San João: la del Monasterio de San Bento y la del Convento de Santa Tereza, este último muy similar al Convento de los Remedios de Évora, en Portugal. Esas iglesias poseen nave única con cúpula sobre el transepto, un modelo arquitectónico poco utilizado en Brasil colonial.

## Arquitectura religiosa: barroco y rococó (sigloXVIII)

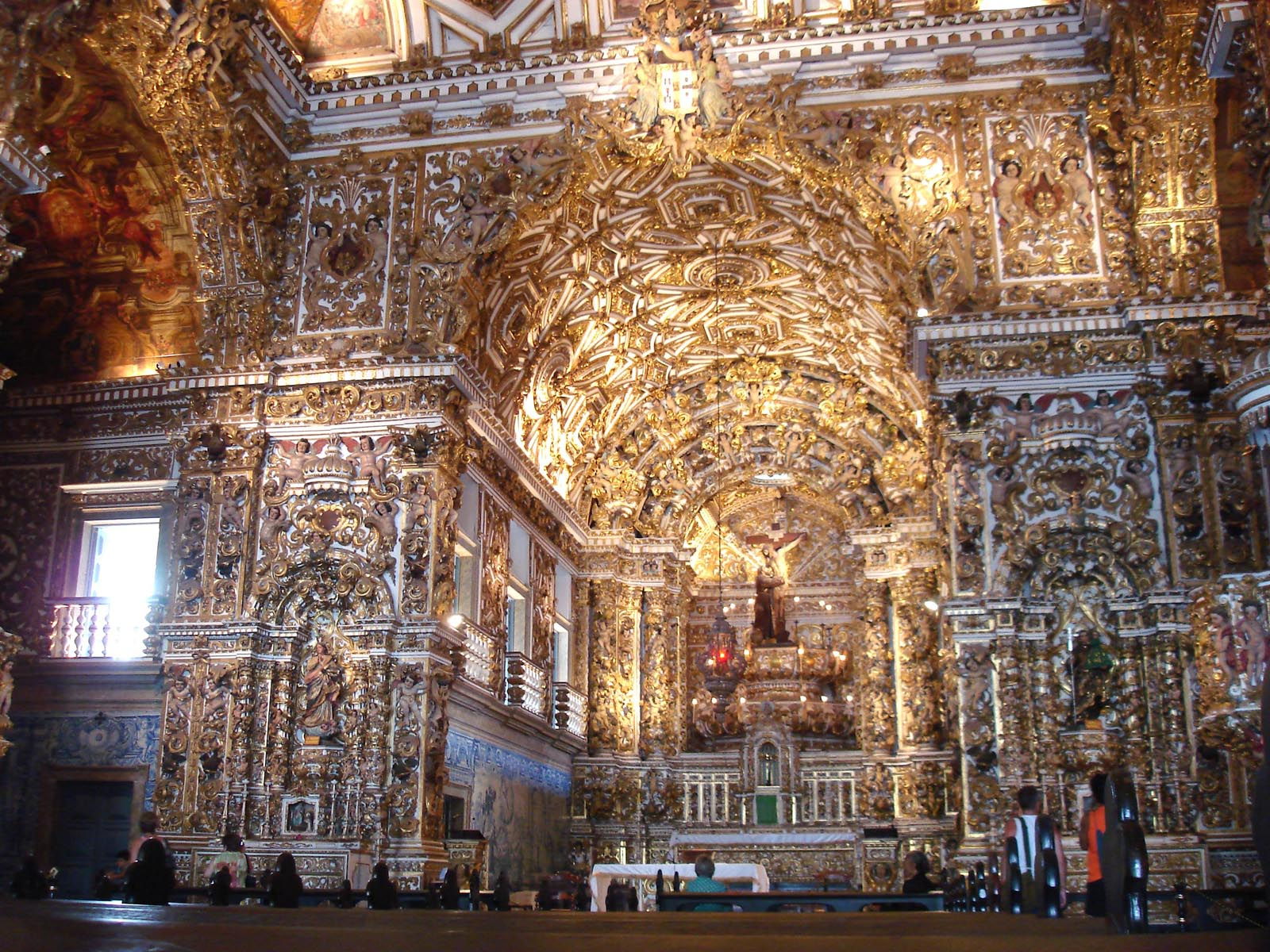
Talla dorada barroca en el interior de la Iglesia de San Francisco de Salvador (primera mitad del).

En la arquitectura, el barroco utiliza los motivos derivados de la arquitectura clásica pero los combina de manera dinámica, buscando crear efectos ilusionistas y cenográficos en fachadas e interiores. En Europa, especialmente en Italia y en los países germánicos, los edificios barrocos se caracterizan por las fachadas y plantas curvilíneos y ondulantes. En Brasil colonia, el barroco arquitectónico llegó tarde, reflejando la tardía adopción del estilo en la propia metrópoli. Curvas u ondulaciones en fachadas y plantas fueron raras.

### La importancia de la talla y la pintura
Los interiores de las iglesias coloniales deben ser vistos no sólo en términos arquitectónicos pero también decorativos, pues los ambientes internos eran muchas veces definidos por la armoniosa interacción entre talla dorada, pintura y azulejos, típica del arte portugués.
Antes de influenciar la arquitectura, el estilo barroco llegó a Brasil colonia a mediados del siglo XVII en la forma de retablos de talla dorada del llamado estilo nacional portugués. Ese estilo se caracteriza por los retablos formados por arcos concéntricos de densa carga escultórica, con motivos vegetalistas y ángeles, muchas veces sostenidos por columnas salomónicas. La talla no se restringía a los retablos, pero muchas veces cubría todas las superficies de las iglesias y capillas, pudiendo ser enriquecida por pinturas y azulejos. Un ejemplo importante es la iglesia manierista del Mosteiro de San Bento de Río de Janeiro, cuyo interior fue totalmente cubierto de talla barroca a partir de las últimas décadas del siglo XVII.

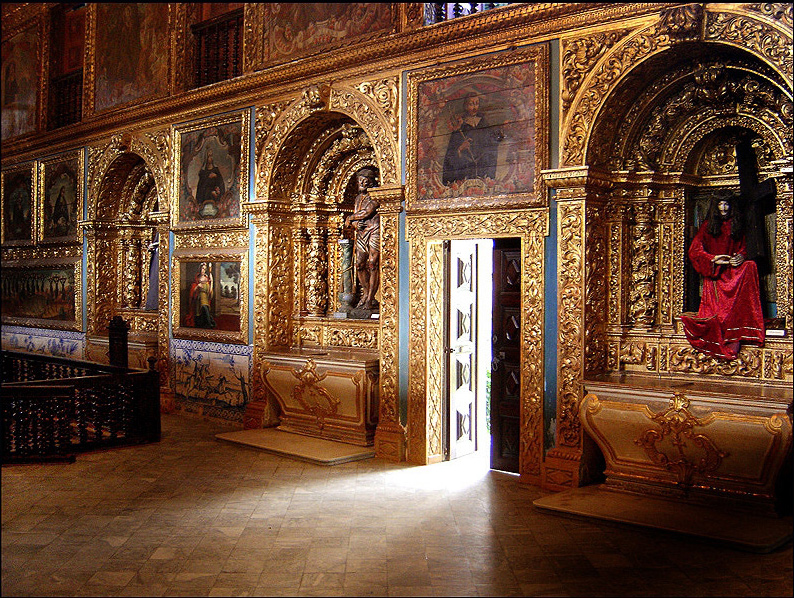
Talla dorada en estilo nacional portugués en la Capela Dorada en el Recife (inicios del).

De la primera mitad del siglo XVIII data la mayor parte de la decoración de las célebres Iglesia de San Francisco de Salvador y la Capela Dorada de la Orden Tercera de San Francisco, en Recife, íntegramente cubiertas de talla, pinturas y azulejos. En la década de 1720 la talla en estilo nacional portugués fue sucedida por el estilo joanino, de fuerte influencia del barroco romano, cuyo ejemplo pionero en Brasil (1726-1740) es el que cubre íntegramente el interior de la Iglesia de la Orden Tercera de São Francisco da Penitência en Río de Janeiro. 
Un ejemplo antiguo en Minas Gerais es la Iglesia Matriz Nuestra Señora del Pilar en Ouro Preto, con magnífica talla joanina en la nave y presbiterio datando de las décadas de 1730-50. A mediados del siglo la talla evolucionó a formas rococós, en que los ornatos son más delicados, no llegando a cubrir toda la superficie disponible de los interiores. En esa fase brillaron escultores como Antônio Francisco Lisboa (Aleijadinho), Valentim de Fonseca y Silva (Maestre Valentim) y muchos otros. A finales de la fase colonial la talla ya comienza a adoptar formas neoclásicas.
La pintura, especialmente en la perspectiva de carácter ilusionista, también tuvo papel importante en la decoración de interiores, particularmente en los revestimientos de madera de los techos de las naves. La más antigua en Brasil fue la de la ya mencionada Iglesia de la Orden Tercera de San Francisco de la Penitencia en el Río (Caetano de la Costa Conejo, 1736-1743). Otros célebres ejemplos más tardíos son las pinturas de los revestimientos de la Iglesia de Nuestra Señora de la Concepción de la Playa, en Salvador (José Joaquim de la Roca, tras 1772) y lo de la Iglesia de San Francisco de Assis de OOuro Preto, de Maestro Ataíde (1801-1812).
Los azulejos importados de Portugal también tuvieron papel importante en la decoración interior de iglesias en el Nordeste y Río de Janeiro. No en Minas Gerais, debido a su fragilidad y alto coste del flete.

### Barroco religioso litoral

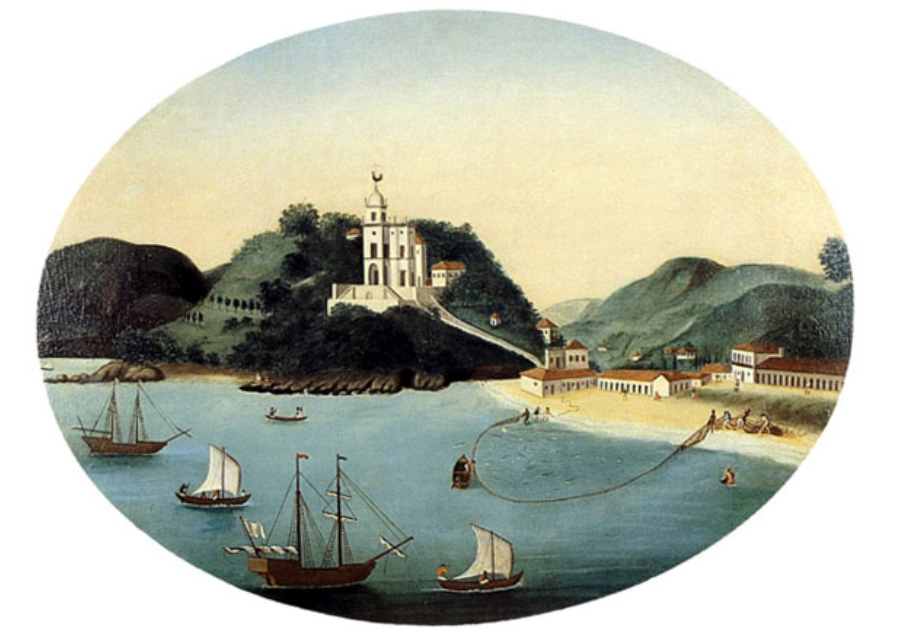
Iglesia de la Gloria de Río de Janeiro retratada por Leandro Joaquim (1790).

Al largo del siglo XVIII, la abrumadora mayoría de los edificios religiosos en Brasil, así como en Portugal, continuaron utilizando las rígidas plantas ligadas al estilo manierista chão, con naves y capillas de forma rectangular o cuadrada, sin ningún tipo de movimiento como plantas curvas o poligonales. En todo el Brasil colonia, no llegan a veinte el número de iglesias con plantas barrocas que se alejan del esquema suelo tradicional. Estas iglesias se localizan en unas pocas localidades: Recife y Salvador, con un ejemplar cada una, y Río de Janeiro y algunas ciudades en Minas Gerais, con los restantes.
En las demás iglesias del siglo XVIII, el estilo barroco quedó restringido a los motivos decorativos de fachadas e interiores, con muchos ejemplares por todo el Brasil. Entre estas, un ejemplo inusitado es el de la Iglesia de la Orden Tercera de San Francisco, en Salvador, construida a partir de 1703 con una fachada totalmente esculpida al estilo barroco Churrigueresco de las iglesias hispanoamericanas. El estilo de esa fachada, sin embargo, no tuvo continuidad en otros edificios.

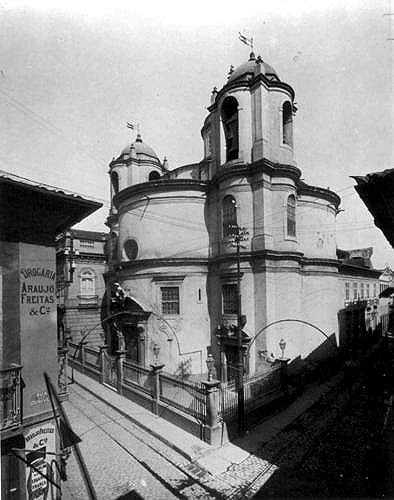
Iglesia de São Pedro de los Clérigos (1733-38) de Río de Janeiro, en una foto de Marc Ferrez. La iglesia de líneas curvas fue demolida en 1944.

Una de las primeras iglesias con planta de influencia barroca en Brasil colonia es la Iglesia de la Gloria, construida probablemente en la década de 1730 y atribuida al ingeniero militar José Cardoso Ramalho con base en la tradición oral. La iglesia tiene la forma de dos prismas octogonales alargados y yuxtapuestos, con una única torre situada en el frente. En la base de la torre hay un pequeño pórtico con arcadas donde se encuentra la entrada principal. La planta es absolutamente original, tanto para Brasil como para Portugal, siendo un verdadero marco en la arquitectura lusitano-brasileña.
Otra iglesia importante en Río de Janeiro, infelizmente demolida el siglo XX, fue la Iglesia de São Pedro de los Clérigos, datada de 1733-1738. Esa iglesia tenía una nave de planta elíptica flanqueada de ábsides curvas. La fachada, curva, estaba flanqueada por dos torres circulares. São Pedro de los Clérigos de Río fue la primera con esas características construida en Brasil, y probablemente influenció las plantas elípticas de ciertas iglesias mineras construidas más tarde. En Río de Janeiro, también las iglesias de la Concepción y Buena Muerte (finalizada en 1758), Nuestra Señora Madre de los Hombres (comenzada en 1752) y Lapa de los Mercadores (c. 1747), tiene plantas que incorporan segmentos elípticos o poligonales.
Otro notable monumento del periodo es la Iglesia de São Pedro de los Clérigos en el Recife, construida entre 1728 y 1782 y proyectada por Manuel Ferreira Jácome. El espacio interno de la nave de la iglesia tiene forma octogonal, como la de la Gloria de Río, pero el exterior es de planta rectangular, escondiendo la organización interior. En Salvador, en 1739, comenzó la construcción de la imponente Iglesia de Nuestra Señora de la Concepción de la Playa, proyectada por el ingeniero-militar Manuel Cardoso de Saldanha en Portugal. Las esquinas de la nave son biselados, dando al interior una forma poligonal, semejante a iglesias portuguesas como la Iglesia del Niño Dios de Lisboa (1711). Las dos torres en la fachada están dispuestas en diagonal, acompañando la forma de la nave. Las piedras de la iglesia fueron cortadas en Portugal y enviadas a Salvador junto al maestro encargado de dirigir la construcción.

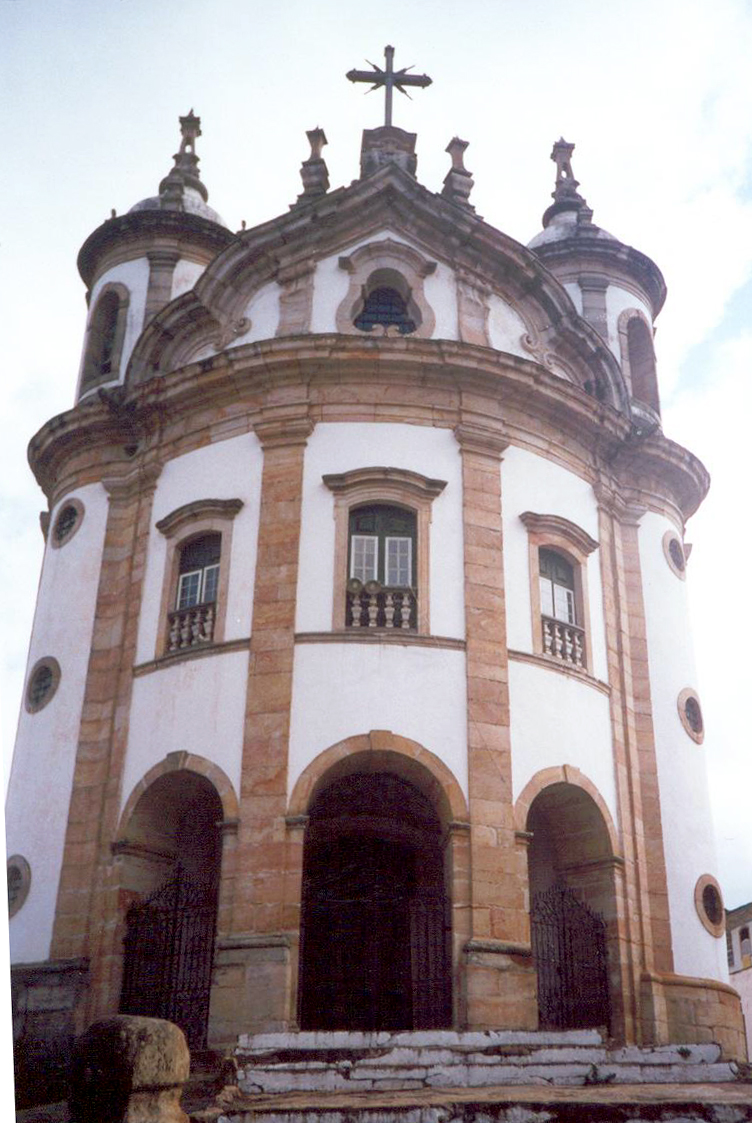
Iglesia de Nuestra Señora del Rosario de los Negros de Ouro Preto (comenzada en 1757), con superficies curvas en la fachada y las torres.

Después del Terremoto de 1755, la reconstrucción de Lisboa organizada por el Marqués de Pombal estuvo orientada según un estilo tardobarroco clásico, denominado hoy estilo pombalino. Ese estilo estuvo fuertemente influenciado por el barroco romano, favorecido por la corte lisboeta desde el reinado de Juan V (1707-1750). En Brasil, el estilo pombalino se reflejó especialmente en Belén del Pará y Río de Janeiro, que eran ciudades administrativas importantes en constante contacto con la metrópoli. En Belén, la influencia pombalina se revela en la obra del arquitecto italiano Antônio José Landi, por ejemplo en las Iglesias de San Juan y de Santana, en la capital paraense. 
En Río de Janeiro, el ejemplo más antiguo es la Iglesia de la Orden Tercera del Carmen, construida entre 1755 y 1770. La fachada de cantería, el frontón sinuoso y el recorte de ventanas y portales, estos últimos importados de Lisboa, son indicativos del estilo. Otras iglesias cariocas influenciadas por el pombalino son las de San Francisco de Paula y la Candelária.

### Barroco religioso en Minas Gerais
En Minas Generales, el Ciclo del Oro favoreció la actividad constructora durante todo el siglo XVIII, dando origen a algunos de los más interesantes monumentos arquitectónicos coloniales brasileños. Como en otras regiones, casi todas las iglesias fueron construidas siguiendo plantas manieristas chãs, como por ejemplo la Catedral de Mariana, construida en la primera mitad del siglo XVIII, que además de la planta rectangular tiene una fachada bidimensional con frontón triangular, recordando los templos jesuitas del siglo anterior.
Muy innovadora es la Iglesia Matriz Nuestra Señora del Pilar en Ouro Preto, concluida alrededor de 1733 según el proyecto del ingeniero militar Pedro Gomes Llaves. El interior de la iglesia presenta forma decagonal dada por la exuberante talla dorada de Antônio Francisco Pombal, confiriendo a esa iglesia una osada organización interna. La forma decagonal está íntegramente dada por la talla interior: exteriormente la Matriz del Pilar presenta forma rectangular.
Más tarde aparecieron iglesias aún más osadas, como la Iglesia de Nuestra Señora del Rosario de Ouro Preto (comenzada en 1757) y la Iglesia y São Pedro de los Clérigos de Mariana, ambas de Antônio Pereira de Sousa Calheiros. Las plantas de esas iglesias, sin paralelos exactos en la arquitectura portuguesa de la época, están formadas por tres elipses yuxtapuestas, flanqueadas, en el caso de la iglesia de Ouro Preto, por torres circulares. La entrada se hace por una galilea curvilínea de tres arcos. Es probable que la planta de la iglesia haya sido concebida bajo la influencia de la Iglesia de São Pedro de los Clérigos de Río de Janeiro, comenzada dos décadas antes. También es posible la influencia de edificios de Europa Central, a través de grabaos de tratados de arquitectura que circulaban en Minas Gerais en el siglo XVIII.

### Rococó litoral

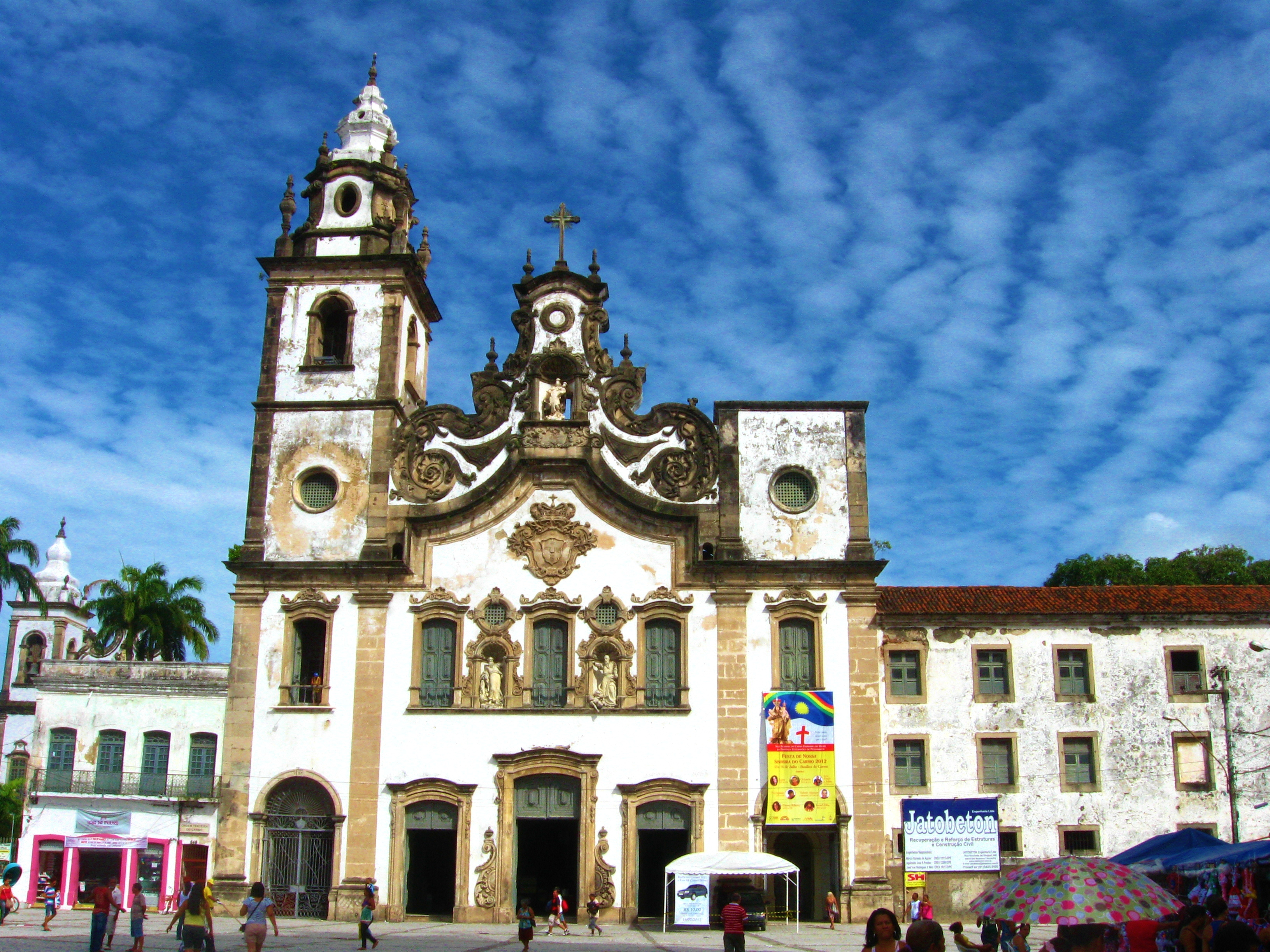
Fachada con frontón rococó de la Iglesia de Carmo del Recife.

El rococó, por muchos autores considerado como la fase final del barroco, es un estilo decorativo de origen francés que se esparció por Europa a partir de la primera mitad del siglo XVIII. Se caracteriza por el uso de motivos decorativos específicos, muchas veces asimétricos, entre los cuales destacan las rocallas, motivos abstractos en forma de concha. En la talla dorada, el rococó muestra más elegancia y ligereza que las pesadas tallas barrocas: mientras que en el barroco existía la tendencia al "horror al vacío", en el rococó los motivos decorativos están dispersos sobre las superficies.
En la arquitectura brasileña colonial, el rococó influenció el arte de la última mitad del siglo XVIII e inicio del siguiente. En algunas iglesias de influencia rococó en Brasil, particularmente en Minas Gerais, las fachadas tiene efectos tridimensionales creados por la posición retrasaa y giratoria de las torres y ondulaciones de las superficies. En la mayoría de los casos, sin embargo, el rococó quedó restringido a los motivos decorativos de las fachadas, particularmente en el dibujo de los frontones, cornisas y cúpulas bulbosas de torres.
En Recife hay un importante conjunto de fachadas de influencia rococó, como por ejemplo las de la Iglesia de Carmo, comenzada en 1767, la Iglesia Matriz de Santo Antônio y otras, todas con cornisas curvadas y frontones exuberantes. En Bahía también hay varias fachadas con detalles rococó, como el frontón de la Iglesia de Nuestro Señor del Bonfim, también datada del último cuarto del siglo XVIII. Ya en Río de Janeiro, el estilo rococó se restringió a la decoración de los interiores, como en la Iglesia de Santa Rita y en la Iglesia de Nuestra Señora del Monte de Carmo.

### Rococó minero
En Minas Gerais, la arquitectura religiosa siguió caminos diferentes a los tiempos del barroco-rococó. Al contrario de las otras regiones de Brasil, las fachadas de algunas iglesias incorporaron variaciones tridimensionales, creando una nueva expresividad. Además de eso, la disponibilidad de esteatita, un material fácil de esculpir, permitió el desarrollo de bellas y originales portadas por el mayor escultor colonial, Antônio Francisco Lisboa, el Aleijadinho.
En la Iglesia de Santa Efigênia de Ouro Preto, comenzada en 1733 y posiblemente proyectada por Manuel Francisco Lisboa, se observa el posicionamiento ligeramente retrasado de las torres en relación con la fachada, además de un leve redondeo de las torres, por lo que puede ser visto como precursora de los futuras fachadas mineras. La fachada de la iglesia del Santuario de Congonhas (comenzada en 1757) incorpora un bello portal esculpido en esteatita datado de entre 1765 y 1769 y probablemente de Jerônimo Félix Teixeira. La importancia de esa portada radica en el hecho de ser la primera de una larga serie de portadas esculpidas en estilo rococó en la región minera.
Ya la Iglesia Nuestra Señora de Carmen de Ouro Preto, comenzada en 1766, es un punto de referencia del rococó minero. La fachada es ondulada y posee una cornisa de forma semicircular, que engloba un lóbulo trilobulado típico del rococó. Las torres, retrasadas en relación con la fachada, tiene forma semicircular. La iglesia fue originalmente diseñada por Manuel Francisco Lisboa, pero la fachada fue reformada cerca de 1770 por un equipo de la cual formó parte Francisco de Lima Cerqueira y el Aleijadinho. Este último creó la cartela de la portada, en que el escudo de la Orden de Carmo está envuelto por rocallas y cogido por dos angelitos alados. El tema de los angelitos y rocallas, el cual había sido estrenado por el Aleijadinho poco antes en la portada de la Iglesia de Carmo de Sabará, sería una constante en las portadas diseñadas por el artista.

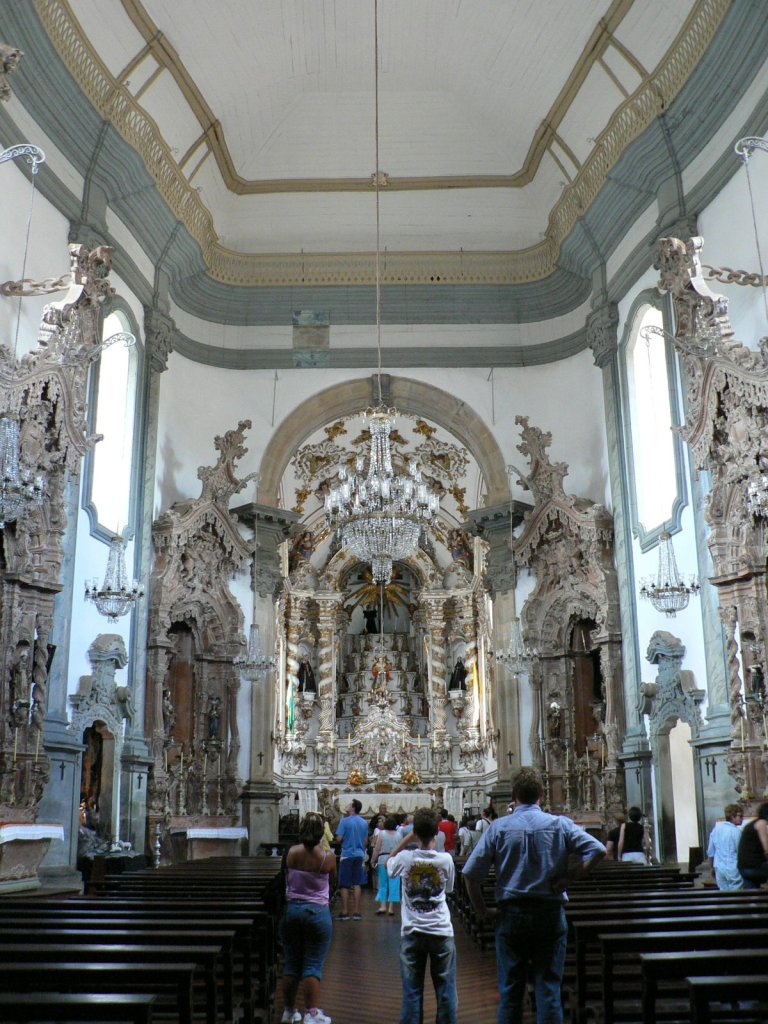
Vista interior de la nave de paredes sinuosas de la Iglesia de San Francisco de San Juan del Rey (1774-1804).

Tal vez la más importante de las iglesias mineras de esta fase sea la Iglesia de la Orden Tercera de San Francisco de Ouro Preto, un punto de referencia de la arquitectura lusitano-brasileña comenzada cerca de 1765. La excepcional fachada de esta iglesia incorpora torres circules, muy retrasadas, posicionadas en ángulo en relación con la fachada y coronadas por cúpulas bulbosas. El cuerpo central de la fachada y las torres retrasadas están separadas por un segmento cóncavo, creando un bello efecto tridimensional. El cuerpo central de la fachada está delimitada por dos columnas que sostienen parte del frontón, también con movimiento rotativo. De manera general, la organización de la fachada pertenece más al barroco tardío que al rococó y no tiene antecedentes portugueses claros, pudiendo tal vez estar inspirada por grabados centroeuropeos. A pesar de que el proyecto de la fachada está tradicionalmente atribuido al Aleijadinho, eso no es confirmado por ningún documento.
Lo que sí es del Aleijadinho es la portada en esteatita, creada a partir de 1774 y que completa el conjunto. Sobre la portada, el escultor posicionó tres cartelas con las Llagas de Cristo, las Armas de Portugal y, en el nivel superior, la figura de la Virgen María, todo entrelazado por motivos franciscanos, cabezas de ángeles, rocallas asimétricas y cintas con inscripciones. De cada lado de la columna de la portada hay dos ángeles: uno coge la cartela y el otro una cruz. Para completar, la parte superior de la fachada contiene un magnífico altorrelieve que muestra a San Francisco arrodillado recibiendo las llagas. El interior de esa iglesia fue íntegramente decorada con talla de Aleijadinho, con una pintura ilusionista de Maestre Ataíde en el recubrimiento de la nave.
También en 1774, el Aleijadinho proyectó una fachada para la Iglesia de la Orden Tercera de San Francisco de Assis de San Juan del Rey, cuyo diseño está preservado en el Museo de la Inconfidência en Ouro Preto. En ese diseño, se observa como el artista creó una fachada de fuertes características rococós, levemente sinuosa como la Iglesia del Carmen de Ouro Preto, con un frontón delimitado por rocallas inmensas y con un alto relieve de San Francisco arrodillado en el centro. Las torres serían semicirculares, las cúpulas en forma de campana y, en el centro, habría una portada decorada. El proyecto terminó siendo totalmente modificado por Francisco de Lima Cerqueira, que creó otro frontón, añadió torres circulares de movimiento rotativo, dotadas de balcones, y contrató otra portada al Aleijadinho, semejante a de San Francisco de Ouro Preto. Además de eso, Lima Cerqueira proyectó una nave con paredes sinuosas, dándole una forma elíptica, inédita en la arquitectura colonial de entonces.

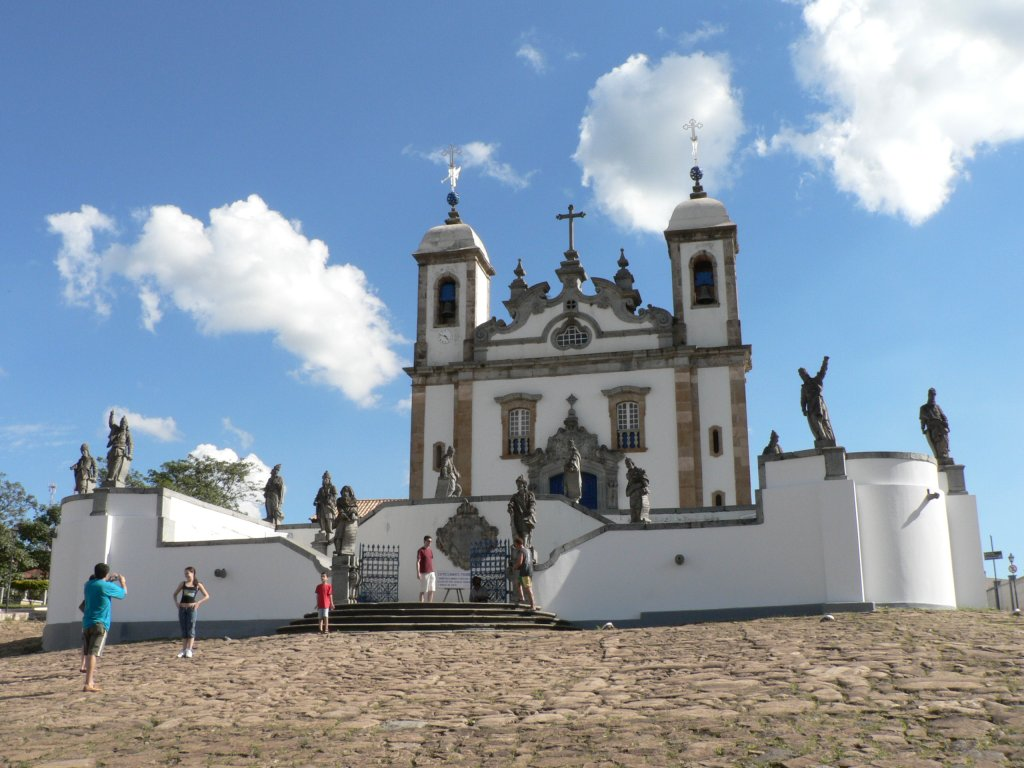
Vista del atrio de los profetas (1777-1790) e iglesia (1757-c.1773) del Santuario de Congonhas.

Las torres circulares o semicirculares (a veces poligonales), posicionadas de manera retrasada en relación con la fachada, hicieron escuela en Minas Gerais, siendo encontradas por ejemplo en la Matriz de Barão de Cocais (antes de 1785) y en las Iglesias de la Orden Tercera de Carmo de San Juan del Rey (tras 1787) y de Mariana (tras 1783). Torres circulares están ausentes de la arquitectura del litoral brasileño y de la metrópoli, con la salvedad de la demolida São Pedro de los Clérigos del Río.
Otra obra minera singular del periodo es el Santuario del Buen Jesús de Matosinhos, en Congonhas del Campo, una versión local del Santuario del Buen Jesús del Monte, localizado en Braga, en el norte de Portugal. El complejo, comenzado en 1757, consiste en una iglesia posicionada sobre un morro, la cual alcanzan los fieles  pasando por varias capillas con representaciones de la pasión de Cristo. En el último tramo hay una escalera zigzagueante que lleva al atrio frente a la iglesia. Ya dentro de la iglesia los fieles encuentran la imagen del Buen Jesús de Matosinhos, basado en la imagen venerada en la ciudad homónima en Portugal. 
Muy interesantes son el atrio y la escalera frente a la iglesia, construidos entre 1777 y 1790, formados por segmentos cóncavo-convexos, un urbanismo de formas decorativas barrocas y rococós. La escalera fue decorada entre 1800 y 1805 por 12 grandes estatuas de esteatita de Profetas del Antiguo Testamento, del Aleijadinho y sus oficiales. Las 6 capillas localizadas en la primera parte del santuario, de planta cuadrada, también fueron decoradas con conjuntos escultóricos de la autoría del Aleijadinho. El conjunto paisajístico formado por la iglesia, atrio con profetas y capillas es de gran expresividad, sin paralelo en la colonia.

## Arquitectura militar

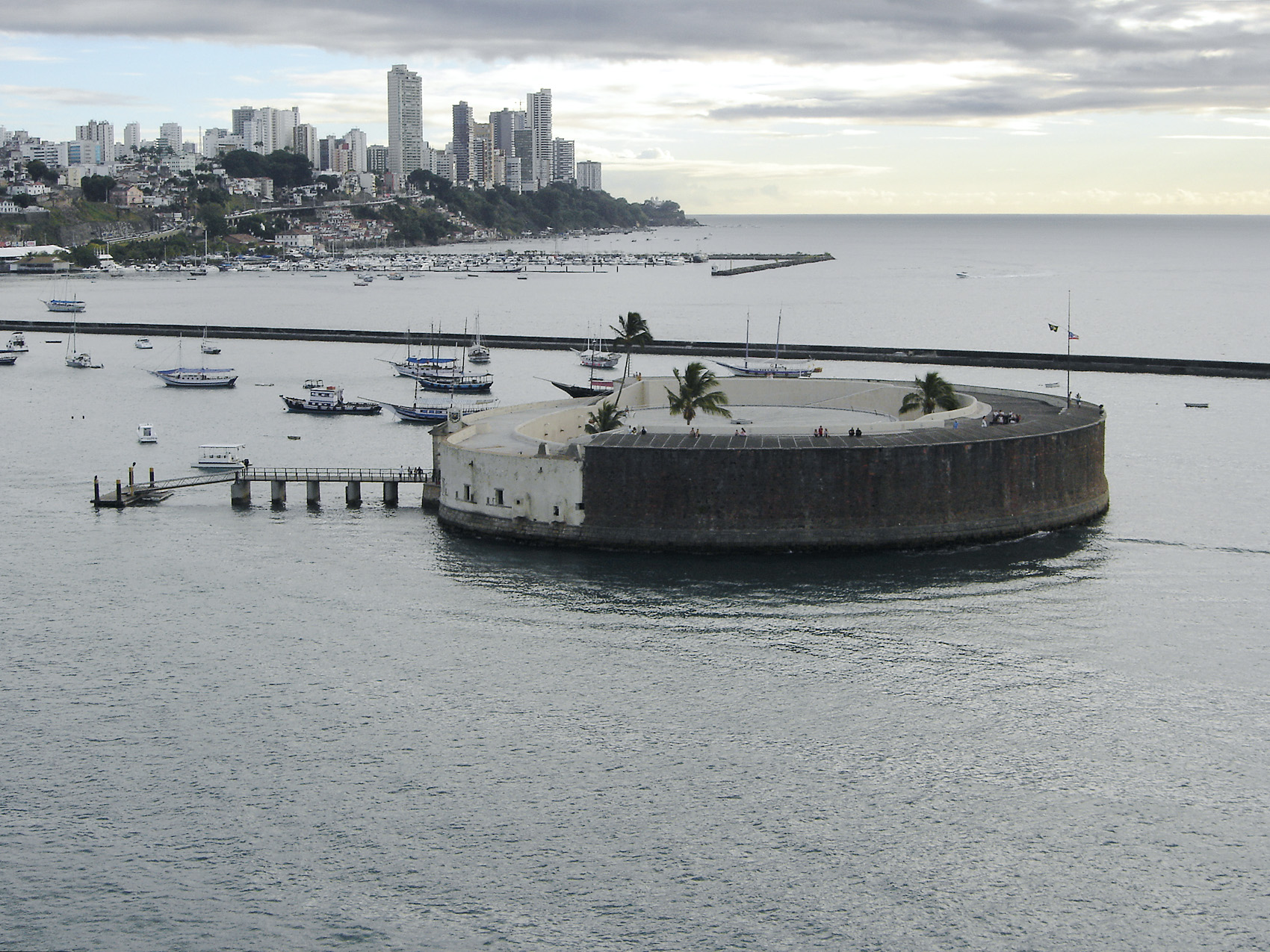
El Fuerte de San Marcelo, frente a Salvador, construido en planta circular en los años 1650.

Los primeros años de la colonización una de las preocupaciones mayores de la metrópoli portuguesa era asegurar la posesión del territorio, y los primeros asentamientos fueron siempre fortificados con murallas empalizadas y fortines. La primera fortaleza erguida en Brasil fue el Fuerte de San Tiago (que aún sobrevive con el nombre de Fuerte de San Juan), en Bertioga, datando de 1532. Era de inicio una empalizada de madera, y más tarde fue reformada con albañilería, adquiriendo su configuración actual.
Después fueron erguidas una serie de otras fortalezas en todo el litoral, y en algunos puntos del interior, y seguían básicamente un mismo modelo que se mantuvo sin grandes variaciones a lo largo de los siglos, de planta cuadrangular o poligonal, a veces deformada para adaptarse a la topografía subyacente. Tenían una base biselada en piedra desnuda, murallas de albañilería encalada por encima, con garitas intercaladas, y una serie de habitaciones vacías en el interior, contando muchas veces con alguna capilla o pequeño templo. Ocasionalmente en la entrada de las fortalezas se levantaban portales más o menos elaborados, siguiendo el estilo tardo renacentista o manierista, que predominó durante los siglos XVI y XVII. Ejemplo original es el Fuerte de San Marcelo, erguido sobre una islita en Salvador, construido en los años 1650 y el único de planta circular existente en Brasil.

## Arquitectura civil

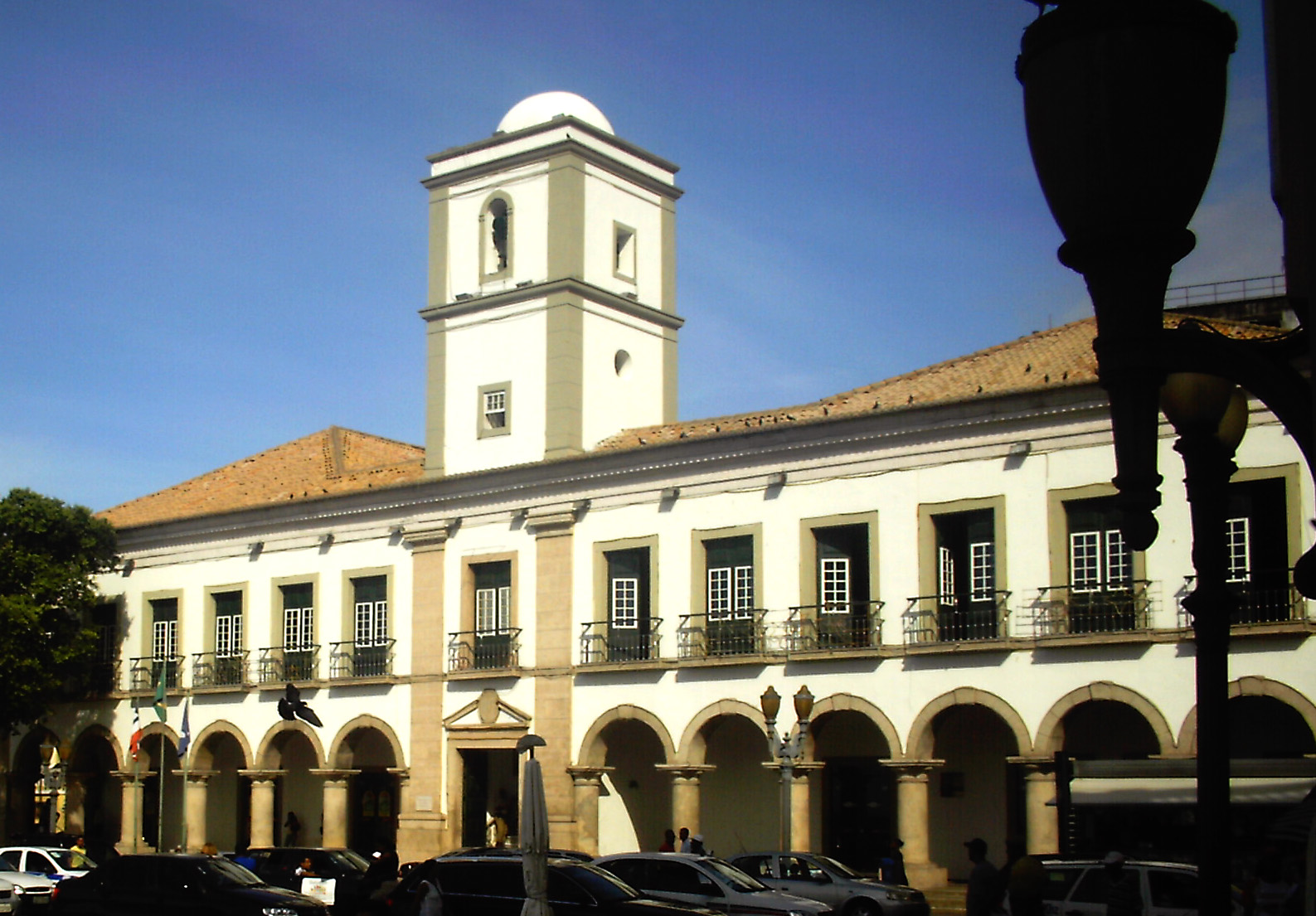
Casa de la Cámara de Salvador (segunda mitad del).

En sus inicios, la arquitectura civil - residencial, molinos, palacios del gobierno colonial - fueron también realizados con las técnicas de tapial, muchas veces con coberturas de paja. Con el progreso de la colonización y el establecimiento de una estructura urbana básica, pasó a ser utilizado también el adobe y la cantería de piedra, con refuerzos de enmaderado y cobertura de tejas.
Uno de los más antiguos ejemplares conservados es la Casa-Fuerte de Garcia d'Ávila en Bahía, hoy en ruinas. La casa se inició en una torre fortificada construida en los años 1550, ampliada en los inicios del siglo XVII en el estilo de las casas nobles portuguesas de piedra. La casa posee aún una curiosa capilla del siglo XVI de forma hexagonal.
En Salvador, los edificios administrativos construidos en el siglo XVI en la plaza principal fueron después sustituidos por otros en cantería. El palacio de los gobernadores (actualmente perdido) y la casa de la cámara fueron reconstruidos en la segunda mitad del siglo XVII. En la década de 1960 la Casa de la Cámara de Salvador fue reformada y volvió a tener la apariencia chã seiscientista original. Se caracteriza por la galería porticada en la planta baja y la alta torre central, que influenciaría otras cámaras construidas en Bahía colonial.
En el interior de la colonia, se multiplicaron los molinos y las casas de hacienda. Alrededor de São Paulo aun hay varios ejemplares de casas rurales de los siglos XVI y XVII, algunas dentro de la propia megalópolis paulista como la llamada Casa del Sertanista, que data del siglo XVII, y la Casa del Butantã, de mediados del siglo XVIII.
Comparado a los siglos anteriores, el siglo XVIII aumentó la cantidad y calidad de los edificios civiles, aunque de manera general la arquitectura civil produjo edificios de mucho menos envergadura que la arquitectura religiosa.

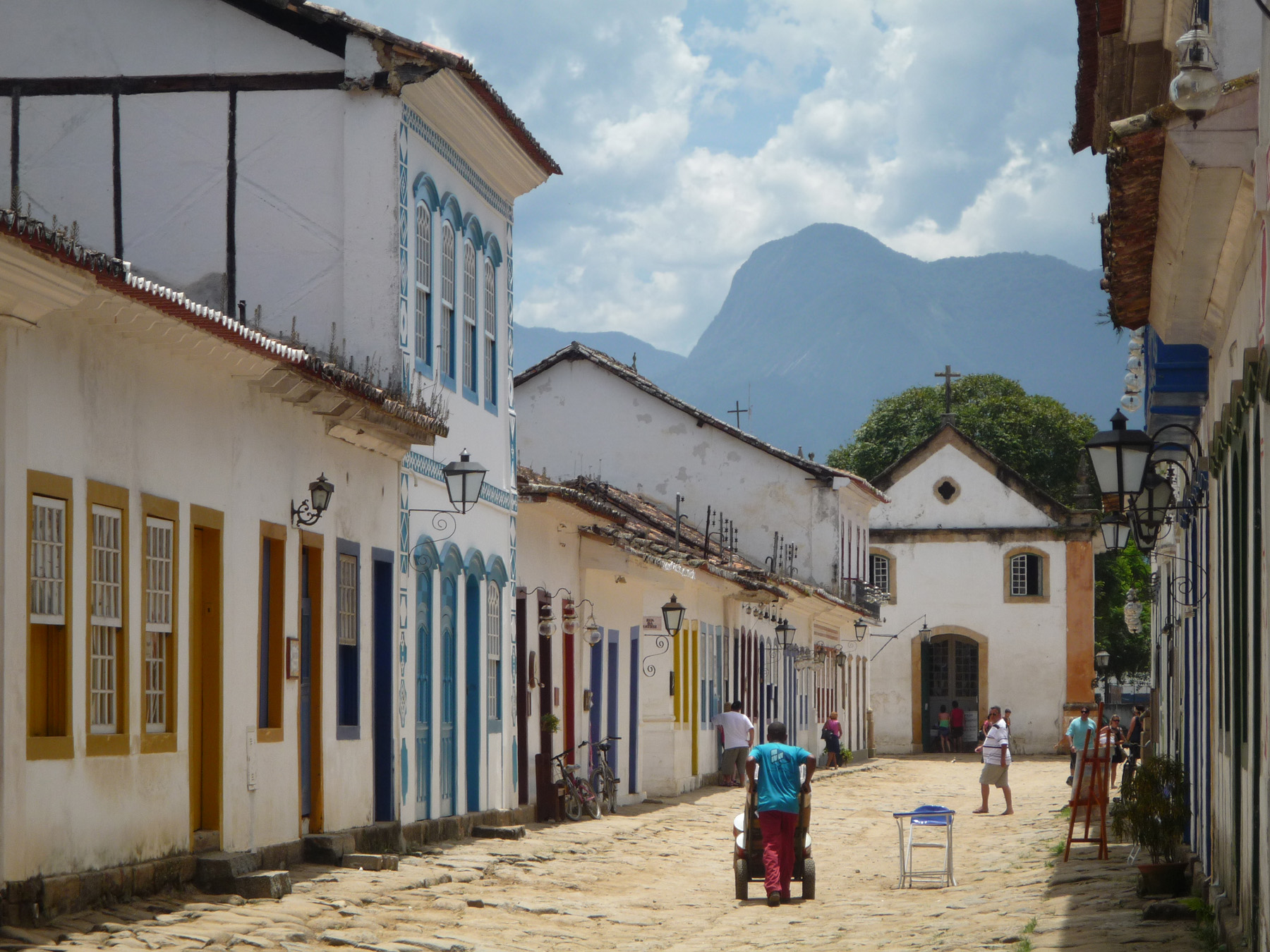
Aspecto de una calle en Parati con casas de perfil colonial. Algunas tiene un solo piso y otras son sobrados de dos pisos.

En las villas y ciudades gran parte de las residencias era de un solo piso, mientras las más nobles podían tener un segundo pavimento -siendo entonces llamadas sobrados- o incluso más, pudiendo alcanzar cuatro pisos en algunos centros importantes, como Salvador, San Luís y Recife. Las casas en general eran de albañilería de piedra o tapial con paredes divisorias de barro con madera. La cantería de piedra, cuando existente, se limitaba a las esquinas de la casa. 
El piso de la planta baja tenía suelo de tierra batida, mientras los demás pisos tenían suelos de entablado de madera. La planta baja era utilizada para actividades comerciales, depósito, cocheras y aposentos de esclavos, teniendo también un pasillo que llevaba al patio en los fondos y una escalera que llevaba al piso superior. El segundo piso -piso noble- estaba dedicado a la vivienda. Este se organizaba con un gran salón que daba a la calle, del cual salía un pasillo que tenía a cada lado pequeños cuartos sin aperturas al exterior (alcobas). El perfil de las ventanas era rectangular o en arco abatido, enmarcadas en madera o, más raramente, en piedra. 
Los pisos nobles podían tener rejas de hierro trabajado. Las ventanas superiores también podían estar cubiertas con celosías de madera, mientras que las ventanas de vidrio solo pasaron a ser comunes a finales del siglo XVIII. Los tejados eran de dos o cuatro aguas con alero, a veces con alguna ornamentación discreta como una suave curvatura y tejas en pico en las esquinas del tejado.
Casas urbanas de gran nobleza datadas de fines del siglo XVII e inicio del siglo XVIII son particularmente comunes en Salvador, como la Casa del Siete Candeeiros, el Solar Ferrão, el Solar Saldanha, el Palacio del Conde de los Arcos y el grandioso Palacio de los Arzobispos de la ciudad, construido entre 1707 y 1715. En Bahía los palacios urbanos se caracterizan por las grandiosas portadas en piedra de Lioz o piedra local, decoradas con relieves, escudos y volutas. Los interiores podían estar decorados con techos de artesonado y azulejos portugueses. Fuera de Bahía fueron menos comunes estos grandiosos palacios, siendo un ejemplo importante el Palacio de los Gobernadores de Río de Janeiro (hoy Palacio Imperial), construido entre 1738 y 1743. Este palacio, también decorado con grandiosas portadas de Lioz, fue el primero e Brasil en presentar ventanas con viga superior curva, que inmediatamente después sería muy común por toda la colonia.

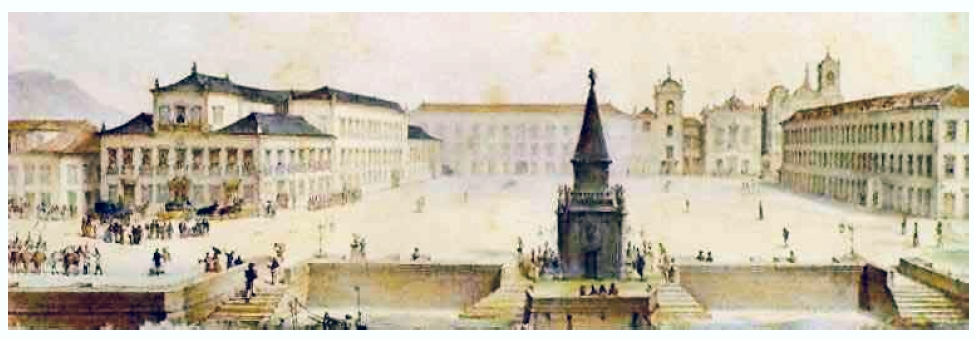
Vista de la plaza del Palacio de Río de Janeiro (Jean Baptiste Debret, c. 1830). El Palacio Imperial es el edificio del lado izquierdo de la plaza. En el centro, en primero plano, está el Chafariz del Maestro Valentim.

También en las haciendas del interior sobreviven algunas casonas señoriales de gran interés, algunas de grandes dimensiones, como la casa grande del Engenho de la Freguesia, en el Recôncavo Baiano, aunque su arquitectura en líneas generales sea bastante simple, con un edificio principal de residencia del propietario y otros anexos para la senzala, depósitos de herramientas y alimentos, abrigos para animales y casitas para los labradores. Caso singular en un género diverso es el Acueduto de la carioca, una gran obra civil para conducción de agua levantado entre los siglos XVII y XVIII, localizada en Río de Janeiro, con 270 m de extensión y 17 m de altura.
De los edificios oficiales pocos sobrevivieron sin alteraciones. Uno de los más significativos es la antigua Casa de la Cámara y Cadena de Ouro Preto, hoy el Museo de la Inconfidência, con una rica fachada donde hay un pórtico con columnas, escalera de acceso, una torre, estatuas ornamentales y estructura en cantería. También importante es el Palacio Imperial en Río, antigua residencia de la familia real.

## Arquitectura neoclásica: siglosXVIIIyXIX

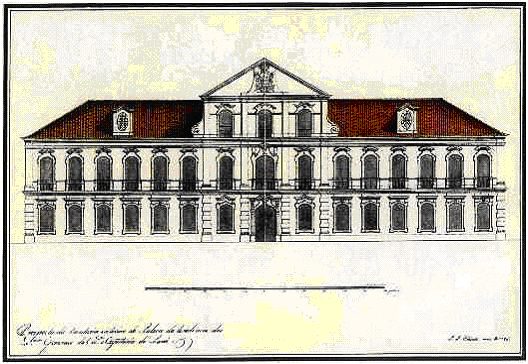
Fachada principal del Palacio de los Gobernadores Generales del Grano-Pará en Belén (construido 1768-72). La fachada y frontón son neoclásicos, pero las ventanas y portales tiene perfil barroco pombalino. Dibujo de J. Codina (1784).

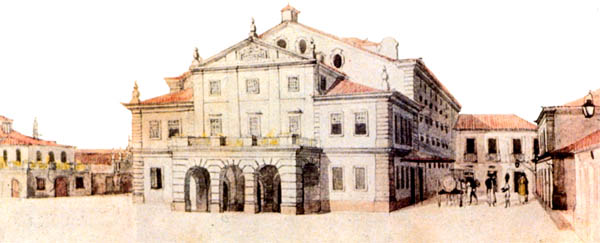
Fachada neoclásica del Real Theatro de São João, construido en 1813 (acuarela de Debret de 1834).

La Arquitectura neoclásica se caracteriza por la búsqueda de la nobleza y racionalidad de la arquitectura greco-romana de la antigüedad. La armonía es buscada usando los motivos clásicos: pórticos con columnatas, uso de las órdenes griegas, simetría en la composición, regularidad en las aperturas y frontones triangulares. La decoración es contenida, distante de las "exageraciones" barrocas y rococós.
En Brasil colonia, edificios con cierto carácter neoclásico existen por lo menos desde el siglo XVIII. Como ya se ha mencionado, el barroco joanino y el pombalino fueron muy influenciados por el severo clasicismo barroco romano, teniendo reflejos en Brasil. En Río de Janeiro la Iglesia de Santa Cruz de los Militares, construida a partir de 1780 según proyecto de José Custódio de Sá y Haría, y la fachada de la Iglesia de la Candelária, construida a partir de 1775 por Francisco João Roscio, son ejemplos de edificios coloniales de fuerte influencia clásica de carácter pombalino, visible en las proporciones de las fachadas y uso de las órdenes arquitectónicas.
En Belén del Pará, Antônio José Landi también proyectó edificios de marcado carácter clásico, como la Iglesia de Santana (1760-1782), la Capilla de San Juan Bautista (1769-1772) y el Palacio de los Gobernadores Generales del Grano-Pará (1768-1772), entre otros. La Iglesia de Santana, en particular, es un edificio con planta de cruz griega con cúpula.
En 1808, con la llegada de la Familia Real Portuguesa a Brasil, la arquitectura local ganó nuevos aires. El arquitecto real José da Costa e Silva, viniendo de Portugal, construyó en Río de Janeiro el Real Theatro de São João, inspirado en el proyecto neoclásico del Teatro Nacional de São Carlos, construido en 1792 por el propio Costa y Silva. En Salvador, el ingeniero Cosme Damião de la Cuña Fidié proyectó en 1813 la Plaza del Comercio de la ciudad, un edificio fuertemente inspirado por el estilo neopaladiano inglés, con toques lusitano-brasileños.
La llegada a Brasil de la Misión Francesa de 1816, fue un punto crucial en la difusión de los ideales neoclásicos a partir de la capital, incentivada por la necesidad de reorganizar la planta urbana de Río después de la llegada de la familia real portuguesa. El arquitecto venido con la Misión, Grandjean de Montigny, se hizo profesor de arquitectura de la Escuela Real de Ciencias, Artes y Oficios, fundada por Juan IV en 1816. Aún durante el periodo colonial, De Montigny proyectó la Plaza del Comercio de Río, construido entre 1819 y 1820, un edificio de planta centrada con una grandiosa cúpula. También proyectó el edificio-sede de la Escuela, inaugurada en 1826, considerado una expresión pura del neoclásico francés en su diseño, con fachada simétrica y un gran portal centralizado en orden jónico, único elemento que ha llegado hasta nuestros días, instalado en el Jardín Botánico de Río de Janeiro. A pesar de haber construido poco de lo que proyectó, las clases de arquitectura de Grandjean formaron varios arquitectos que destacaron en el papel de la afirmación del estilo neoclásico durante todo el periodo del Imperio.